# Danilo (Fußballspieler, 1999)
Danilo, bürgerlich Danilo Pereira da Silva (* 7. April 1999 in São Paulo), ist ein brasilianischer Fußballspieler. Er steht seit Juli 2023 bei den Glasgow Rangers in der Scottish Premiership unter Vertrag.

## Karriere

### Anfänge
Danilo wurde in seiner Heimatstadt São Paulo bei Corinthians sowie bei anderen Klubs im gleichnamigen Bundesstaat und beim FC Santos ausgebildet. Im Rahmen der Staatsmeisterschaft von São Paulo für Nachwuchsmannschaften erzielte Danilo für die U20 des FC Santos in acht Partien sieben Treffer.

### Niederlande
Scouts des niederländischen Erstligisten Ajax Amsterdam hatten den Mittelstürmer bereits länger beobachtet und der Klub verpflichtete ihn im September 2017 für seine U19-Mannschaft. Am 25. März 2018 spielte er das erste Mal in einer Profiliga, als er für die zweite Mannschaft des Klubs in der zweitklassigen Eerste Divisie gegen Jong AZ Alkmaar auflief. Am Ende der Saison 2017/18 gewann er mit Jong Ajax die erste Zweitligameisterschaft der Klubgeschichte. In der Folgesaison gehörte er fest zum Kader der zweiten und kam einmal in der Vorbereitung der ersten Mannschaft zum Einsatz. Im August wurde er in die Eredivisie an Twente Enschede verliehen. In der Saison 2020/21 bestritt er 33 von 34 möglichen Ligaspielen, in denen er 17 Tore schoss, sowie ein Pokalspiel. Lediglich beim letzten Spiel der Saison fehlte er aufgrund einer Sperre infolge einer roten Karte.
In der Saison 2021/22 gehörte er wieder zum Kader von Ajax Amsterdam. Nach Beendigung der Saison wurde im Mai 2022 der Wechsel von Danilo zu Feyenoord Rotterdam bekannt. Der Kontrakt erhielt eine Laufzeit über vier Jahre.
Bereits ein Jahr später wechselte er weiter nach Schottland zu den Glasgow Rangers.

## Nationalmannschaft
Am 14. November 2020 bestritt er sein erstes Länderspiel im Rahmen einer Einwechselung von wenigen Minuten bei einem Freundschaftsspiel gegen die U 23-Mannschaft von Südkorea.

## Erfolge
Jong Ajax
- Eerste Divisie: 2017/18

Feyenoord Rotterdam
- Niederländischer Meister: 2023